# Carl von Eynatten
Carl Edmund Hubert Freiherr von Eynatten (* 25. November 1806 auf Schloss Trips bei Geilenkirchen; † 19. Februar 1886 ebenda) war ein preußischer Offizier und Landrat des Kreises Geilenkirchen.

## Leben
Der katholische Carl von Eynatten entstammte dem Limburger Adelsgeschlechts Eynatten und war ein Sohn des herzoglich bergischen Landhauptmanns Karl Theodor von Eynatten (1753–1842) und dessen Ehefrau Balduine, geborene von Rolshausen (1768–1852). Nach dem Ende seiner schulischen Ausbildung wurde er im Oktober 1824 Volontär und avancierte Mitte Juli 1828 zum Sekondeleutnant im 16. Infanterie-Regiment der Preußischen Armee in Düsseldorf. Als Premierleutnant nahm er am 30. November 1841 seinen Abschied mit Aussicht auf Zivilanstellung, worauf er Rittergutsbesitzer des Schlosses Trips wurde. 1844 wurde er 1. Kreisdeputierter und am 13. März 1847 kommissarischer Landrat des Kreises Geilenkirchen. Ab dem 1. Mai 1847 erfolgte zunächst eine probeweise Beschäftigung auf sechs Monate, dem eine mehrfache Fristverlängerung folgte, bevor er am 4. Januar 1855 zum definitiven Landrat des Kreises Geilenkirchen ernannt wurde. Die Amtseinführung war am 19. April 1855. Nach 28 Amtsjahren wurde er zum 1. November 1875 (auf Gesuch vom 18. Mai 1875 und Dimissoriale vom 28. Juni 1875) pensioniert.
Eynatten war seit 1861 preußischer Kammerherr und hatte für sein Wirken den Roten Adlerorden III. Klasse mit Schleife erhalten.

## Familie
Carl von Eynatten heiratete am 6. Juli 1837 in Essen Aloysia Freiin von Asbeck (1812–1886), Tochter des Geheimen Rats bzw. vormaligen Oberhofmeisters Clemens von Asbeck und dessen Ehefrau Ferdinande Marie Louise Felicité, geborene Marquise de Ghistelles-Saint Floris. Aus der Ehe gingen mehrere Kinder hervor, darunter der spätere preußische Generalleutnant Ludwig von Eynatten.